# Chersotis rungsi
Chersotis rungsi är en fjärilsart som beskrevs av Charles Boursin 1944. Chersotis rungsi ingår i släktet Chersotis och familjen nattflyn. Inga underarter finns listade i Catalogue of Life.